# Granville (métro de Chicago)
Pour les articles homonymes, voir Granville (homonymie).
Granville (anciennement Edgewater North) est une station aérienne de la ligne rouge du métro de Chicago située dans le quartier de Edgewater dans le nord de Chicago.
De Granville, le trajet prend 36 minutes pour atteindre le Loop (Downtown Chicago).

## Description
Ouverte en 1908 par la Northwestern Elevated avant d’être reconstruite en 1921 sur un remblai. C’est à cette date que la station fut renommée Granville. 
En mai 1978, la Chicago Transit Authority (CTA) débloqua un budget de 1 119 440 de dollars afin de procéder à la reconstruction de Granville. Construit par les cabinets Ross, Lynn & Norman Construction Company et  Dubin, Dubin, Black & Moutoussamy,  le projet financé par le gouvernement fédéral comprenait l’installation d’un ascenseur pour permettre l’accès aux personnes à mobilité réduite, une rareté à l'époque. 
La nouvelle station a supprimé tous les détails architecturaux de la gare d’origine : la façade fut remplacée par un bâtiment sobre en brique et un intérieur utilitaire. La plate-forme centrale fut reconstruite en béton (ce qui pour l’époque était très rare également) et des auvents en acier blanc furent posés. La nouvelle station a été achevée en 1980.
En 2004, il fut procédé au nettoyage et au renforcement des viaducs de la station afin d’en sécuriser l’accès pour les rames.
En 2006, les plaques de signalisation au nom de la station furent remplacées en accord avec la nouvelle signalétique de la ligne rouge. 
Granville est ouverte 24h/24 et 1 111 226 passagers y ont transité en 2008.

## Correspondances
Avec les bus de la Chicago Transit Authority :
- #36 Broadway
- #136 Sheridan/LaSalle Express

## Dessertes
| Nord/Ouest            |  |             |  | Sud/Est                      |
| --------------------- |  | ----------- |  | ---------------------------- |
| Loyola vers Howard    |  | ligne rouge |  | Thorndale vers 95th/Dan Ryan |
| modifier sur Wikidata |  |             |  |                              |